# Abbotsford (Wisconsin)
Pour les articles homonymes, voir Abbotsford.
Abbotsford est une ville située dans les comtés de Clark et Marathon, dans le Wisconsin. Elle comptait 2 275 habitants en 2020. 

## Géographie
D'après le bureau de recensement des États-Unis, la ville a une superficie de 7,02 km2 (2,71 sq mi).